# Iota Andromedae
Iota Andromedae este o stea din constelația Andromeda.